# C'est quand qu'il s'éteint ?
Albums de Jul
Cœur blanc
(2022) La route est longue
(2023)
C'est quand qu'il s'éteint ? est le dix-neuvième album studio du rappeur français Jul, sorti le 9 juin 2023 sous le label D'or et de platine.

## Genèse
Le 14 mai 2023, à la fin du match OM-Angers, Jul a annoncé un nouvel album intitulé C'est quand qu'il s'éteint pour le 9 juin 2023. Le 31 mai 2023, la tracklist est dévoilée. Il comporte 21 titres avec 6 featurings.

## Accueil critique et commercial

### Accueil commercial
L'album s'écoule à 38 997 exemplaires une semaine après sa sortie.

## Liste des titres
| 1.  | La faille                            | 4:51 |
| 2.  | Entraînement                         | 4:11 |
| 3.  | Chagriné                             | 2:47 |
| 4.  | Alcantara                            | 3:14 |
| 5.  | Courtois                             | 3:06 |
| 6.  | Range ton égo                        | 3:00 |
| 7.  | Mazé                                 | 3:00 |
| 8.  | Coco (avec Vacra)                    | 2:33 |
| 9.  | DP sur le maillot                    | 3:00 |
| 10. | Ragnar                               | 6:12 |
| 11. | Faut s'enfuir                        | 3:08 |
| 12. | Montana                              | 5:02 |
| 13. | À la vue                             | 3:14 |
| 14. | Je m'en fous de tout (avec Dabeull)  | 3:29 |
| 15. | Mon sucre d'amour (avec DJ Sozé)     | 4:08 |
| 16. | Uwa ni lé (avec Obilisa & Medi Meyz) | 3:44 |
| 17. | Opérationnel                         | 2:18 |
| 18. | Droit au but                         | 3:15 |
| 19. | Ma gentillesse                       | 3:39 |
| 20. | Sentimental                          | 3:58 |
| 21. | Cœur démoli (avec Nia)               | 3:47 |

| 22. | Tropical                                | 2:40 |
| 23. | C'est quand qu'il s'éteint ?            | 2:54 |
| 24. | Le cœur avant tout                      | 3:17 |
| 25. | Buakaw                                  | 2:38 |
| 26. | En roue libre (feat. Moubarak & Houari) | 4:11 |

## Clips vidéos
- La faille : 12 mai 2023
- Ragnar : 26 mai 2023
- Entraînement : 6 juin 2023
- C'est quand qu'il s'éteint ? : 16 juin 2023
- Tropical : 23 juin 2023

## Titres certifiés en France

### Édition standard
- La faille  Platine[4]
- Coco (feat. Vacra)  Or

### Titres bonus
- Tropical  Or[5]

## Certifications et classement

### Certifications et ventes
| Région        | Certification | Ventes/Streams |
| ------------- | ------------- | -------------- |
| France (SNEP) | 2 × Platine   | 200 000        |